# Глушца (Фоча)
Глушца су насељено мјесто у општини Фоча, Република Српска, БиХ. Према попису становништва из 1991. у насељу је живјело 34 становника.

## Историја
За време Првог светског рата интернирани су становници Фоче и Фочанског среза - жене са децом и старци у Аустрију. У логору Шопроњек/Некенмарт у покрајини Бунгерланд, су умрли многи интернирци, међу којима и мала деца из Глушаца. Забележене су следеће жртве од 1915. године:
Вујадин Боса 1913-1916. године; умрла 26. марта са три године старости.
Дракула Мара 1906-1916. године; умрла 20. јуна са десет година старости.
Мештанин Петар Бољанић је погинуо маја 1934. године као кријумчар дувана у Херцеговини. Удавио се у реци Неретви, код села Шурминци, у коју је скочио бежећи од жандарма.

## Становништво
По шематизму Херцеговачко-захумске митрополије из 1890. године, види се да село Глушца потпада под Лучко-мрежичку парохију. У Лучу се налази православна црква посвећена празнику Успенију Пресвете Богородице. Парох је поп Лазо Павловић (Кочовић). у Глушцима су те 1890. године пописане четири куће, у којима живи 16 мушкараца и 26 жена - укупно 42 православна становника.
По следећем шематизму из 1900. године Глушца су сада у парохији Миљевина, која има 256 домова. Државни попис Аустроугарске из 1911. године даје податке о становништву Глушаца, за 10. октобар 1910. године. Ту има 21 настањена и једна ненастањена - укупно 22 куће. У 21 настањеној кући је 138 становника, рачунајући ту и војнике и оних насељеника друге вере. Тако да у Глушцима има 41 православац са 42 православке, укупно 83 Србина православна. Осталих је 55 становника.
У Глушцима селу у Мрежици су живеле у 20. веку српске породице: Вујадин, Дракул, Бољанић, Драшковић.
Становници су се бавили пољопривредом или су радили у миљевинском руднику или шумском газдинству на Маглићу. Од почетка грађанског рата 1992. године, село нема сталних становника. Неке куће су запаљене, а неке су руиниране толико да нису за становање.
| Демографија | Демографија | Демографија |
| Година      | Становника  | Становника  |
| ----------- | ----------- | ----------- |
| 1991.       | 34          |             |